# Symplectoscyphus turgidus
Symplectoscyphus turgidus is een hydroïdpoliep uit de familie Sertulariidae. De poliep komt uit het geslacht Symplectoscyphus. Symplectoscyphus turgidus werd in 1857 voor het eerst wetenschappelijk beschreven door Trask. 